# Натали (Вирџинија)
Натали (енгл. Nathalie) насељено је место без административног статуса у америчкој савезној држави Вирџинија.

## Демографија
По попису из 2010. године број становника је 183.
| Група             | 2000.    | 2010.       |
| Белци             | 0 (0,0%) | 77 (42,1%)  |
| Афроамериканци    | 0 (0,0%) | 101 (55,2%) |
| Азијати           | 0 (0,0%) | 0 (0,0%)    |
| Хиспаноамериканци | 0 (0,0%) | 4 (2,2%)    |
| Укупно            | 0        | 183         |